# Rukia Kuchiki
Rukia Kuchiki (朽木 ルキア, Kuchiki Rukia) é uma personagem fictícia no anime e mangá Bleach criado por Tite Kubo. Ela é um shinigami do sexo feminino que está encarregada de purificar na terra os espíritos impuros e os plus. Estes espíritos impuros também são conhecidos como hollows e são extremamente violentos e atraídos por energia espiritual. No inicio da série ela sente uma forte presença espiritual em Karakura, e esta misteriosa energia está atraindo alguns hollows e então ela procura desvendar quem seja, assim ela acaba tendo um breve encontro com o protagonista Ichigo Kurosaki (que possui muita energia espiritual e a habilidade de sentir espíritos e visualizá-los, assim como os shinigamis) e então descobre que ele é a razão de atrai-los. Ela acaba transferindo seus poderes de shinigami a ele após se ferir gravemente por um hollow.  Ela é uma das personagens mais famosas da série e que aparece em diversos produtos relacionados a Bleach, como jogos, filmes, séries entre outras mídias.
Rukia foi o primeiro personagem shinigami da série criado por Kubo, e foi a base para a criação de todos os outros. A reação do público quanto a sua criação geralmente são positivas. Ela é bem prestigiada por não ser uma tipica heroína de shōnen. E também pela maneira que se relaciona com outros personagens da série.Ela geralmente é classificada em segundo lugar no rank de pesquisa de popularidade de Bleach, realizado pela Weekly Shōnen Jump's e também é a personagem feminina mais querida ente os leitores. Muitos itens baseado na personagem são comercializados, como roupas para cosplay, travesseiros, bichos de pelúcia entre outros.